# ガブリエル・E・ゴメス
ガブリエル・エドゥアルド・ゴメス（Gabriel  Eduardo  Gomez、1965年8月27日 - ）は、アメリカ海軍特殊部隊Navy SEALsの元軍人で、プライベート・エクイティ・ファンドによる投資の実業家。現在マサチューセッツ州の共和党の上院議員候補者である。父母はコロンビア移民。宗教はローマ・カトリック。サラ夫人との間にオリヴィア、ザンダー、アントニア、マックスの4人の娘と息子の子供がいる。現在マサチューセッツ州コハセット市在住。
カリフォルニア州ロサンゼルスで、南米コロンビア出身の中流家庭の父親フリオと母親グロリアの元で3人の息子の次男として生まれた。コロンビア出身の両親は自由と成功を求めてアメリカに渡った移民である。両親が英語があまり話せなかった為、学校で英語を学ぶ以前はスペイン語で育っていた。なので、スペイン語も堪能。
高校卒業後、1983年に海軍兵学校に入った彼はシステム工学の学位を取得して、1987年に海軍兵学校を卒業した。卒業後、海軍のパイロットとなる為、飛行訓練と、さらにパイロット訓練も完了。1990年にバージニア州ノーフォークの海軍航空基地に勤務し、海軍空母のE-2CホークアイとC-2A グレイハウンド (航空機)のパイロットとして指揮官を務めた。1991年に彼はアメリカ海軍特殊部隊Navy SEALsになる為、Navy SEALsの訓練を受けた。彼は基礎水中爆破訓練（Basic Underwater Demolition/SEAL:通称BUD/S）を見事に完了し、Navy SEALsの小隊の指揮官となった。軍での彼のランクは中尉から1991年に大尉に昇格し、最終的に海軍連邦準備制度理事会で彼は1997年に少佐だった。Navy SEALsの任務として、彼はペルーとボリビアで麻薬撲滅の為、ボリビアやペルーの陸軍軍人や警察の役人を訓練する指導を行った。
1993年Navy SEALsは西インド諸島の島々で展開し活動した際、彼はカリブ海のセントルシアで、乗組員の指揮官として任務に当たっていた時、セントビンセント・グレナディーンで平和部隊のボランティアとして働いていた、将来の妻サラ・L・ホールと出会う（Navy SEALsの軍から去った後、結婚した）。
海軍Navy SEALsから去った後、彼はプライベート・エクイティによるビジネスで働く為、ハーバード大学ビジネススクールでMBAを習得。
航空宇宙と防衛の投資会社ボウルズ・ホロウェル・コーナー社の銀行助手として働き、投資会社Summit Partnersに3年間務めた。2004年から現在に至るまで投資ファンド社アドベント・インターナショナルの主要な役割を果たして勤務。
また彼はニューイングランドのアメリカ海軍基金の財団（NAVY SEAL FOUNDATION）の大使を任期。
彼は共和党員だが、2008年の大統領選挙の時は移民改革を推進していたバラク・オバマのキャンペーン活動に貢献していた。
2013年マサチューセッツ州選出上院議員だったジョン・ケリーが国務長官になった為、ケリーの上院議員の席が空いた。彼はケリーの空いたマサチューセッツ州選出上院議員になる為、共和党候補として出馬した。下院議員ダニエル・ウィンスローや元司法長官マイケル・J・サリバンらを抑え、共和党指名を勝ち取った。彼は民主党候補の下院議員エドワード・J・マーキーと6月25日の選挙で戦う事となった。
2008年、2012年の共和党の元大統領候補だったジョン・マケイン、ミット・ロムニーやニュート・ギングリッチ、元マサチューセッツ州知事ウィリアム・ウェルドらが彼の支持表明している。